# Аббаньяно, Никола
Нико́ла Аббанья́но (итал. Nicola Abbagnano; 15 июля 1901, Салерно, Италия — 9 сентября 1990, Милан) — итальянский философ-экзистенциалист, академик, профессор Туринского университета. Один из основоположников итальянской эмпирической социологии.

## Идеи
Создатель «позитивного экзистенциализма», сочетающего идеи экзистенциализма с элементами неопозитивизма, полемизируя с М. Хайдеггером, К. Ясперсом, Г. Марселем и Ж. П. Сартром. На этой основе, а также при помощи «универсальной» формулы «возможность возможности» пытался создать оптимистический вариант экзистенциализма. По его мнению, индивид всегда может из различных возможностей выбрать такую, которая является основой «здорового и устойчивого существования».
Аббаньяно как бы снимает упрёки и обвинения в адрес традиционного экзистенциализма в антиинтеллектуализме, иррационализме или идеализме, полагая, что те элементы экзистенциализма, которые дают основание для критики, в его собственной концепции превращаются в элементы положительного и конкретного анализа, без которых нельзя понять рациональности мира. «Позитивный экзистенциализм», по мнению Аббаньяно, становится своеобразной «вечной философией» человеческого существования, которая помогает человеку понять самого себя, других людей, существующий мир. Она не сводится лишь к выработке понятий, к конструированию систем, но означает также фундаментальный выбор, решение, заботу, страдание, то есть, согласно Аббаньяно, благодаря философии человек может жить подлинной жизнью и быть самим собой. Неопределённость и свобода, по Аббаньяно, составляют подлинное бытие человека, субстанцию человеческого Я, которая является и условием реальности, и условием человеческой судьбы, а также основой сосуществования с другими людьми. Только благодаря сосуществованию человек может реализовать своё Я.
Аббаньяно считает, что самой существенной характеристикой природы и конституции человека является время, поскольку оно раскрывает перед ним бесконечное количество возможностей. Взаимопереливы прошлого и будущего образуют историчность человеческого бытия, которая реализует одновременно человеческое Я и субстанцию экзистенции, или субстанцию существования. Историчность рождается из напряжения между текущим и преходящим временем и вечностью, которые одновременно и связаны с историчностью, и противопоставляются ей. Проблемы истории — это не проблемы исторической реальности или исторического суждения, а проблемы существования сущего, или человека. Благодаря истории человек рождается и формируется как истинная личность.
Центральное место в философии Аббаньяно занимает проблема свободы. Свобода существования имеет смысл лишь в отношении к бытию. Быть или не быть свободным — человек решает в ходе своего свободного выбора, который помогает ему стать самим собой. С точки зрения Аббаньяно, человек как существование есть органическая часть мира как тотальности. Неприятие мира есть отказ от подлинного существования, принятие же мира создаёт, по Аббаньяно, подлинную основу чувственности как условия телесности. Природу Аббаньяно считал объективным порядком вещей, в котором совпадают реальность и инструментальность, ибо человек взаимодействует с вещами и непосредственно, и опосредованно, при помощи техники. Настоящая техника, по Аббаньяно, представляет собой «встречу» между природой и человеком. Но если техника, по Аббаньяно, лишь инструмент воздействия человека на вещи, то искусство — это возвращение к природе, и в качестве такового оно есть история. Возвращаясь к природе, полагает Аббаньяно, человек спасает природу от времени и «встраивает» её в историю. Искусство как возвращение к природе является подлинно свободным выбором, следовательно, в искусстве человек утверждает свою свободу. «Позитивный экзистенциализм», с точки зрения Аббаньяно, раскрывает перед человеком безграничные горизонты возможностей. В этом смысле «позитивный экзистенциализм» Аббаньяно считает подлинным гуманизмом.
Член Академии деи Линчеи (1964, членкор 1950).